# ألفين لوفتيس
ألفين لوفتيس (بالإنجليزية: Alvin Loftes)‏ مواليد 1891 - وفيات 1971، كان دراج أمريكي. سبق أن شارك في دورة الألعاب الأولمبية الصيفية وفاز بميدالية أولمبية.

## الميداليات
| الميدالية | المسابقة                       |
| --------- | ------------------------------ |
| برونزية   | الألعاب الأولمبية الصيفية 1912 |

## روابط خارجية
- ألفين لوفتيس على موقع أرشيف الدراجات (الإنجليزية)
- ألفين لوفتيس على موقع إحصائيات الدراجات الإحترافية (الإنجليزية)
- ألفين لوفتيس على موقع اللجنة الأولمبية الدولية (الإنجليزية)
- ألفين لوفتيس على موقع أوليمبيديا (الإنجليزية)
- profile